# 161 Eskadra Myśliwska

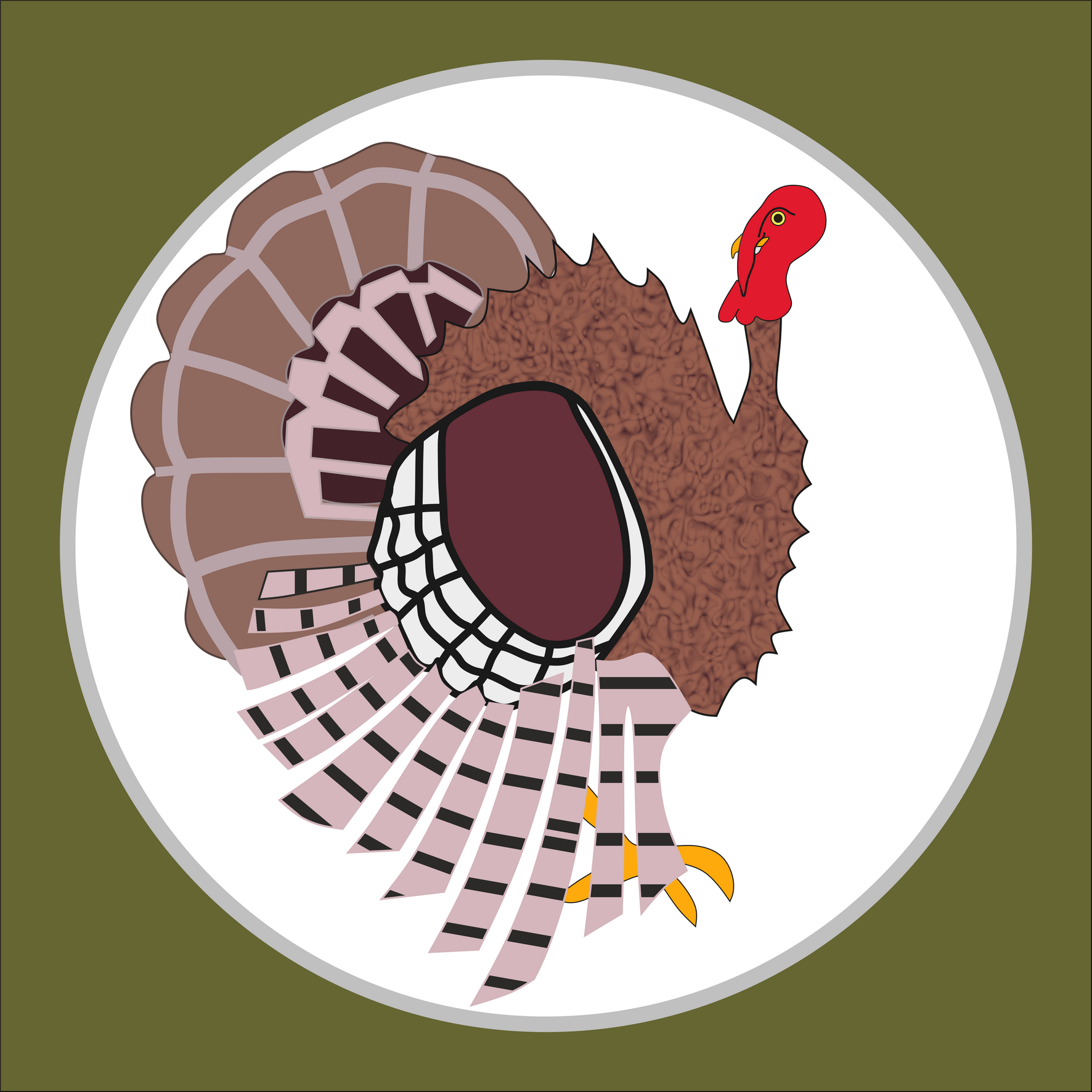
Druga propozycja godła eskadry

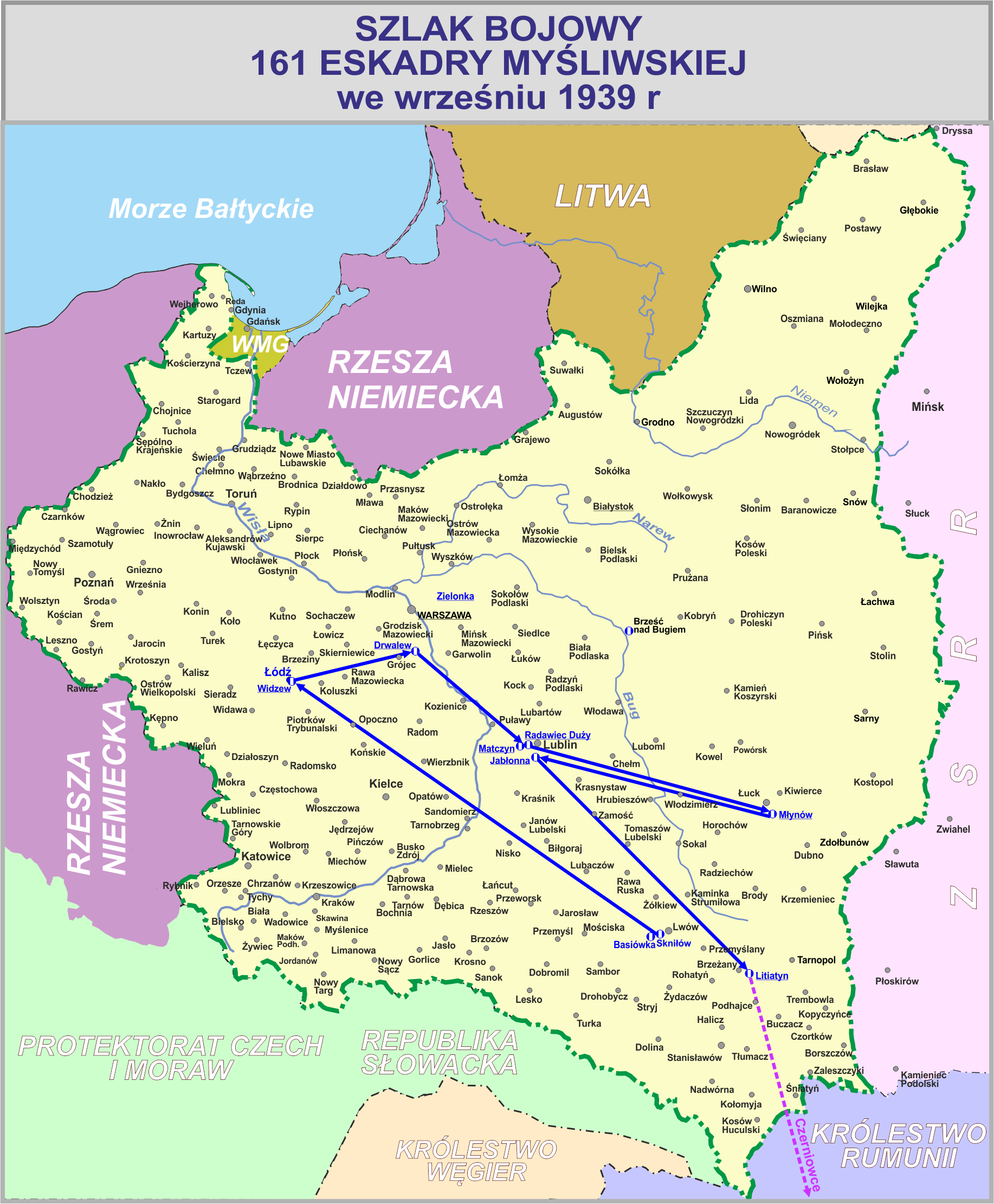

161 eskadra myśliwska (161 em) – pododdział lotnictwa myśliwskiego Wojska Polskiego w II Rzeczypospolitej.
Eskadra została sformowana we Lwowie jesienią 1937. W kampanii wrześniowej 1939 walczyła w składzie lotnictwa Armii „Łódź”.
Godło eskadry:
- „Indyk"[b]
- „Latający gronostaj z czerwonymi skrzydłami” [c]

## Formowanie i szkolenie
Eskadra została sformowana jesienią 1937 roku na lotnisku Lwów-Skniłów, w składzie III dywizjonu myśliwskiego 6 pułku lotniczego. 
Rozkaz wykonawczy początkowo przewidywał, że formowanie nastąpi na bazie personelu i sprzętu 143 eskadry myśliwskiej 4 pułku lotniczego, ale ostatecznie zdecydowano, że nowo formowany dywizjon powstanie w oparciu o zasoby 133 eskadry myśliwskiej 3 pułku lotniczego w Poznaniu. 31 października 1937 10 samolotów P-7 przyleciało na lotnisko Skniłów. Kilka dni wcześniej transportem kolejowym przybył z Poznania do Skniłowa personel techniczny i administracyjny.
Jeszcze w czasie organizacji eskadra oddała swoje PZL P.7a 151 eskadrze myśliwskiej z Wilna. W zamian otrzymała myśliwce PZL P. 11c.
Przysłane z różnych baz i parków lotniczych samoloty początkowo przysparzały dużo kłopotów. Dowódca dywizjonu zmuszony był zawiesić na pewien okres loty. Ekipy mechaników pracowały intensywnie nad przywróceniem samolotom ich pełnej sprawności. Pod koniec lutego 1938 eskadra dysponowała już etatową liczbą pełnosprawnych samolotów.
W połowie marca, w związku z zatargiem polsko-litewskim, eskadrę w trybie alarmowym przegrupowano na lotnisko Hutniki k. Brodów. Od kwietnia do czerwca patrolowała na południowo-wschodnich rubieżach Polski realizując program szkolenia i doskonalenia myśliwskiego. W sierpniu eskadra odleciała do Blędowa, skąd po ukończeniu szkoły ognia została przerzucona na lotnisko Monasterzyska k. Buczacza, przebywając tam na zasadzkach aż do zakończenia sprawy „Zaolzia”.
Na przełomie lat 1938/39 piloci przeszli przeszkolenie w zakresie obsługi radiostacji krótkofalowej  typu N2L/M. Radiostacje miały zasięg około 10 km w łączności pomiędzy samolotami w powietrzu i 50 km w łączności pomiędzy ziemią i samolotem. Radiostacja nie pracowała na podsłuchu, więc trzeba było ją przełączać na nadawanie lub na odbiór. Dźwignia przełącznika fal radia znajdowała się w kabinie z lewej strony, poniżej przepustnicy, a wyłącznik na drążku sterowym. Początkowo laryngofon radia był umieszczony na gardle. W 1939 roku zmodernizowano je i umieszczono mikrofon nad ustami.
Zimą 1938/1939 piloci przebywali na obozie narciarskim w Siankach. Przy bardziej sprzyjających warunkach atmosferycznych odbywano loty indywidualne i zespołowe w rejonie lotniska Skniłów. W marcu 1939 klucz Eskadry w składzie 4 samolotów P- 11 odleciał na polowe lotnisko Sarny i stanowił obsadę eskadry KOP. Co miesiąc następowała wymiana pilotów, a pobyt kluczy trwał do 9 września 1939.
Zimą 1938/1939 część personelu lotniczego jednostki wzięła udział w kursie narciarskim połączonym z wypoczynkiem i doskonalenia kondycji fizycznej pilotów. W czasie zimy przeprowadzono zajęcia teoretyczne. Były to wykłady i kursy z różnych przedmiotów. Podczas sprzyjającej pogody organizowano w rejonie lotniska  indywidualne i zespołowe loty treningowe.

## Działania eskadry w 1939
W czerwcu 1939 przydzielono do eskadry czterech podchorążych pilotów ostatniego rocznika Szkoły Podchorążych Lotnictwa oraz dwóch pilotów absolwentów Szkoły Podoficerów Lotnictwa dla Małoletnich. W połowie sierpnia eskadra odleciała na szkołę ognia lotniczego na poligon Lubitów koło Kowla.
Tak je opisuje pchor. pil. Franciszek Kornicki ze 162 eskadry:

Od marca cztery P.11 ze 161 eskadry stacjonowały na lądowisku nad granicą polsko-radziecką, współpracując z Korpusem Ochrony Pogranicza, z comiesięczną wymianą personelu. Stali tam do 24 sierpnia, dnia mobilizacji lotnictwa. Reszta eskadry wyruszyła w połowie sierpnia na poligon Lubitów koło Sarn, gdzie kwaterowali pod namiotami i odbywali ćwiczenia w strzelaniu do celów latających i naziemnych. 162 eskadra została w Skniłowie i ja z nią. Sądziłem, że w obu eskadrach zorganizują nam intensywne szkolenie bojowe i tak właśnie było w 161, ale 162 była w tym dość powolna i chaotyczna. Mieliśmy jedno duże ćwiczenie bliskiej osłony lekkich bombowców i jedno przechwytywania. Resztę stanowiły walki kołowe i loty w szyku, ale niestety żadnego strzelania do celów latających. Było mniej więcej dwa razy tyle pilotów co samolotów, więc kolejka do latania była długa.

### Mobilizacja eskadry
24 sierpnia eskadra powróciła na macierzyste lotnisko Skniłów i rozpoczęła czynności mobilizacyjne. Gotowość bojową osiągnęła 25 sierpnia
Gotowość operacyjną lwowski dywizjon uzyskał 25 sierpnia 1939 roku. 
Przygotowania mobilizacyjne tak opisał mł. majster woj. Józef Zubrzycki:

Zgodnie z rozkazem MOB nasze samoloty miały być przerzucone na lotnisko pod Widzewem k. Łodzi. Rozpoczęły się przygotowania do załadowania sprzętu na wagony kolejowe. Panował olbrzymi ruch. U wszystkich uwidaczniało się napięcie nerwowe. W pewnej chwili zauważyłem „ostre spięcie” między kolegami, grożące niepotrzebnymi kłopotami dla obydwu. Aby temu zapobiec, podbiegłem, by zażegnać spór i wówczas ciężka belka spadła na moją nogę, powodując kontuzję stopy. Przełożeni byli mocno zaaferowani organizacją transportu, więc udało mi się uniknąć skierowania na leczenie i wycofania z akcji. Musiałem wykazać dużo silnej woli, by ukrywać się z bólem. Myślę, że nie było to najrozsądniejsze z mojej strony, gdyż kontuzja dawała mi się we znaki przez prawie rok i dopiero w Anglii mogłem ubrać normalne, skórzane obuwie — do tej pory mogłem chodzić tylko w pantoflach.

26 sierpnia rzut kołowy dywizjonu odjechał transportem kolejowym do Lublinka. Po wyładowaniu wyposażenie przewieziono na lotnisko Widzew–Ksawerów.
31 sierpnia rzut powietrzny przegrupował się na lotnisko alarmowe Basiówka k. Lwowa, skąd nastąpił odlot na lotnisko Widzew z międzylądowaniem w Dęblinie. Przy lądowaniu ppor. Kazimierz Rębalski rozbił samolot, który jeszcze w nocy odesłano do PZL–Okęcie w celu dokonania naprawy.

### Walki eskadry w kampanii wrześniowej
W kampanii wrześniowej 1939 walczyła w składzie III/ 6 dywizjonu myśliwskiego w ramach lotnictwa Armii „Łódź”, operując początkowo z lotniska polowego Widzew-Ksawerów. 
1 września od świtu czuwał w alarmie klucz: ppor. Trzebiński, pchor. Choms i kpr. Gmur. Około 5.00 pomimo przyziemnej mgły startował do przelatującego nisko Heinkla-111. Samolot niemiecki został zestrzelony przez artylerie przeciwlotniczą i spadł koło Pabianic. Startowały też inne klucze eskadry, ale bez rezultatu.
W dniu następnym postanowiono działać zasadzkami na froncie i z lotniska podstawowego w oparciu o sieć dozorowania. Zasadzkę Wola Wężykowa obsadził ppor. Szubert z ppor. Dzwonkiem, pchor. Kramarskim i plut. Prętkiewiczem; zasadzkę Łask – klucz ppor. Koca z ppor. Rębalskim, pchor. Malarowskim i plut. Domagałą. Na zasadzkach klucze miały przebywać od świtu do wieczora – powracając na lotnisko podstawowe.
Przed świtem 2 września obsadzono zasadzki. Po kilku godzinach ppor. Dzwonek i pchor. Kramarski zestrzelili 1 Hs-126, a klucz ppor. Koca wspólnie strącił 1 Ju—86. Przed południem dwa klucze przeprowadziły „wymiatanie” na linii frontu. Stracono 1 samolot zestrzelony przez własną piechotę. Pilot uratował się i po południu dołączył do jednostki.
Około 9.00 wystartowały 2 klucze przeciw wyprawie bombowców kierujących się na Łódź. Starcie powietrzne spowodowało, że bomby nie dosięgnęły miasta. W akcji poległ pchor. Ruszel prawdopodobnie zestrzelony przez własną artylerię przeciwlotniczą.
Około 16.00 wystartował z Widzewa na spotkanie kolejnej wyprawy bombowej 4-samolotowy klucz ppor. Trzebińskiego. Do walki przyłączył się powracający z zasadzki klucz ppor. Koca. Dowódca klucza tak relacjonował:

... W godzinach popołudniowych w rejonie Łodzi około osiem Me-110 związanych w walce kołowej z naszymi 4 „Pezetelkami”. Wleciałem w środek i na celownik podpadł mi jeden z Messerschmittów. Oddałem kilka serii, samolot npla oderwał się od zgrupowania nurkując do ziemi. Cały czas lecąc za nim ostrzelałem go i zauważyłem zapalenie się prawego silnika. Wkrótce potem samolot uderzył w ziemię, rozbijając się w okolicy Pabianic. Zajęty zbyt mocno strzelaniem do tego Me-110 strzelał również ppor. Glówczyński.

Zestrzelony samolot zaliczono obu pilotom jako wspólne zwycięstwo.  Me-110 spadł na łąki wsi Śladkowice.
W ostatniej fazie tej powietrznej bitwy brało udział około 30 samolotów z obu stron, w tym 8 polskich myśliwców.
Walczył też ppor. Dzwonek, który przed  16.00 wystartowali z pchor. Kramarskim z zasadzki przeciwko grupie Heinkli 111. Polscy piloci nie zauważyli jednak Messerschmittów lecących za bombowcami, które podeszły blisko oddając kilka celnych serii. Pchor. Kramarski trafiony w głowę i tułów spadł z samolotem w las koło Sędziejowic, a ppor. Dzwonek ranny w rękę i nogę wycofał się z walki, kierując się do Widzewa. Dolatując do lotniska włączył się mimo ran do walki, ale znowu był ostrzelany przez Me-110. Ratując się ze spadochronem z płonącego samolotu został zaatakowany przez niemieckiego myśliwca, którego w porę zestrzelił kpr. Malinowski.
W ogólnym bilansie całodniowych starć z Luftwaffe piloci eskadry zniszczyli 2 ½ samolotów niemieckich - przy stracie dwóch własnych pilotów poległych i jednego ciężko rannego. Także pchor. Choms wracając z walki rozbił samolot odnosząc obrażenia. Ciężko rannego ppor. Dzwonka odwiózł ppor. Wróblewski na RWD-13 do szpitala w Warszawie.
3 września, działając z zasadzki w Woli Wężykowej plut. Prętkiewicz zestrzelił 1 He-45, a z zasadzki przyfrontowej w Chojnie ppor. Trzebiński strącił 1 Do-17.
Dalszy pobyt na lotnisku Widzew ze względu na duże nasycenie agentami V kolumny groził dekonspiracją III/6 dywizjonu. Należało podejmować decyzje zmiany stanowisk. Podczas przelotu na RWD-8 z meldunkiem do sztabu armii został zestrzelony st. sierż. pil. Grygołowicz, odnosząc obrażenia. Samolot został zniszczony.
4 września, oprócz typowych działań myśliwskich, eskadra prowadziła też patrolowanie. Od rana działały zasadzki w Orchowie i Woli Wężowej, a na lotnisku podstawowym Widzew dyżurował klucz alarmowy. Do południa zniszczono 1 Dorniera. Około 15.00 pojawił się nad Widzewem jeden Do-17. Przebieg wydarzeń tak przekazał w sprawozdaniu dowódca III/6 dywizjonu:

W godzinach popołudniowych nad lotniskiem podstawowym ukazał się samolot rozpoznawczy npla, na który wystartowała zasadzka w składzie por. pil. Jeziorowski i ppor. pil. Zadroziński. Bezpośrednio po starcie nadleciały dotąd niewidoczne samoloty Me-109 (9 sztuk). Rozpoczęła się krótka i nierówna walka. Bezpośrednio przed nią wylądowały 3 samoloty własne, które wróciły z przyfrontowej zasadzki zagrożonej przez nieprzyjacielskie wojska ziemne. W chwili rozpoczęcia walki piloci tych samolotów chcieli startować, lecz brak powietrza w butlach pokładowych i gorące silniki spowodowały, że nie można było ich uruchomić. Por. pil. Jeziorowski po krótkiej zawziętej walce podchodzi do lądowania, prawdopodobnie ranny. W tym momencie zostaje zaatakowany przez npla z tylu i w powietrzu zapalony. Bezpośrednio po tym spada na ziemię i ponosi śmierć. W tym samym czasie walczy ppor. pil. Zadroziński, który z powodu unieruchomienia silnika i rany w nogę zmuszony jest do lądowania na przygodnym lotnisku. Bezpośrednio po opuszczeniu samolotu zostaje samolot zapalony przez atakujące Messerschmitty. Po zestrzeleniu por. Jeziorowskiego samoloty go atakujące rozpoczęły ostrzeliwanie lotniska, na którym stały 3 samoloty, w których siedzieli piloci usiłujący na próżno zapuścić silniki – piloci chronią się do rowów. Wszystkie trzy samoloty zostały zapalone. Prawie równocześnie zostaje zapalony stóg słomy na drugim końcu lotniska, obok którego stały 2 samoloty silnie postrzelane, sklasyfikowane do transportu kolejowego.

Tego dnia obrona przeciwlotnicza lotniska zestrzeliła przelatującego w pobliżu Heinkla. Z rozbitego samolotu wymontowano km-y, urządzając dodatkowe stanowiska OPL.
O zmroku wylądował P.11 odesłany wcześniej do naprawy w Państwowych Zakładach Lotniczych w Warszawie. Straty w tym dniu były poważne: poległ oficer taktyczny, pilot i kilku z personelu naziemnego było rannych. Zniszczeniu uległo 5 samolotów, a trzy uszkodzone pociskami i pożarem.
5 września zwalczano samoloty nieprzyjaciela z lotniska podstawowego i uruchomiono zasadzkę Czarnocin. Pozostałe zasadzki zostały zlikwidowane. Sukcesów tego dnia nie zanotowano.
Po południu przyszedł rozkaz przeniesienia dywizjonu na lądowisko Drwalew. Zarządzono podział rzutu kołowego na dwa eszelony: pierwszy odjechał około godz. 1.00 w nocy, by po rozładowaniu w Drwalewie wrócić po drugi człon rzutu.
6 września eskadra wyszła z podporządkowania Armii Łódź. O świcie odleciało do Drwalewa pięć P.11 i jeden RWD-8, a kolumna samochodów po rozładowaniu wyruszyła w drogę powrotną w celu zabrania z Widzewa reszty wyposażenia dywizjonu. Jednak ze względu na zatarasowanie dróg zawróciła. W tym czasie jeden z członów rzutu kołowego został zbombardowany. Zginęło 3 pilotów i kierowca, rannych zostało trzech innych pilotów, a część samochodów zniszczona. Z pobliskiego Drwalewa wystartowali: ppor. Główczyński, plut. Prętkiewicz i kpr. Urbańczyk. Dopadli Heinkle i w ciągu kilku minut zniszczyli dwa, a trzeci uszkodzili.
II eszelon rzutu kołowego w Widzewie, załadował część sprzętu na zarekwirowane środki transportu i pod dowództwem ppor. Derenia wyruszył do Drwalewa. Przed odjazdem benzynę wylano do rowu ściekowego, a beczki podziurawiono. Po południu otrzymano rozkaz przesunięcia eskadry na lotnisko Matczyn do dyspozycji dowódcy Brygady Pościgowej.
7 września o świcie pod Lublin odleciały 3 P.11 eskadry. Pozostali piloci zabrali porzucone w Drwalewie samoloty R-XIII i RWD-8 – w sumie 12 maszyn.
8 września resztki III/6 dywizjonu myśliwskiego wcielono do IV/1 dywizjonu myśliwskiego rozmieszczonego na lotnisku Radawiec Duży.
W dniach 9-12 września piloci eskadry w ramach warszawskiego dywizjonu wykonali nieskoordynowane przeloty do Młynowa i z powrotem pod Lublin na lądowisko Jabłonna. Działalność bojową ograniczono do minimum. Jedynie ppor. Koc rozpoznawał niemieckie zagony pancerne, które przeprawiły się przez Wisłę. 11 września plut. Domagała przy lądowaniu rozbił RWD-8.
W dniach 13 września dowódcy eskadry udało się uzyskać paliwo z ewakuującej się Lubelskiej Wytwórni Samolotów. Umożliwiło to  eskadrze w dniu następnym odlot na lotnisko Litiatyn. Zadań bojowych w tym dniu i w następnym nadal nie wykonywano.
17 września działała zasadzka w Stanisławowie. W czasie próby bombardowania stacji kolejowej, jeden Ju-87 został zestrzelony. Około 16.00 nastąpił przelot do Petlikowic. Ponieważ nikogo już tam nie zastano, pięć samolotów byłego III/6 dywizjonu powróciło na lotnisko Stanisławów, skąd tego dnia odleciano do Czemiowiec. Rzut kołowy przekroczył granicę polsko-rumuńską w nocy 19/20 września.

Jak wyglądała ewakuacja drogą naziemną, pokazuje relacja ppor. tech. rez. Kazimierza Derenia:

Kpt. Szczęśniewski po południu 17 września polecił załadować na samochody, jakie pozostały, tylko ludzi i jechać ku granicy rumuńskiej. W nocy 17/18 września padał rzęsisty deszcz. Było chłodno, a my na odkrytych samochodach mokliśmy i marzliśmy. Po drodze ludność polska karmiła nas czym mogła, zaś ludność ukraińska patrzyła na nas zupełnie wrogo. Abwehra przez wiejską spółdzielczość ukraińską „Masło-Sojuz” finansowaną przez Niemców zaopatrywała ich w broń. W poniedziałek 18 września o świcie stanęliśmy na moście w Kutach. Były zdjęte drewniane dyle i tylko szyny podłużne zostały. Po dość długich pertraktacjach żołnierze rumuńscy ułożyli grube drewniane bale i pozwolili przejechać.

| Zestrzelenia                   | Zestrzelenia                                        | Zestrzelenia                                        | Zestrzelenia                                        |
| ------------------------------ | --------------------------------------------------- | --------------------------------------------------- | --------------------------------------------------- |
|                                | Pewne                                               | Prawdopodobne                                       | Uszkodzenia                                         |
| 6                              | 6                                                   | 3                                                   |                                                     |
| Straty eskadry                 |                                                     |                                                     |                                                     |
| Polegli                        | ppor. Jeziorowski, podchorążowie Kramarski i Ruszel | ppor. Jeziorowski, podchorążowie Kramarski i Ruszel | ppor. Jeziorowski, podchorążowie Kramarski i Ruszel |
| Ranni                          | ppor. Dzwonek, st. szer. Węgliński                  | ppor. Dzwonek, st. szer. Węgliński                  | ppor. Dzwonek, st. szer. Węgliński                  |
| Samoloty                       |                                                     |                                                     |                                                     |
| Stan                           | Uzupełnienie                                        | Zniszczone                                          | Ewakuacja                                           |
| 10 P.11c i 2 P.11a             | 0                                                   | 9                                                   | 3                                                   |
| Zwycięstwa pilotów 161 eskadry |                                                     |                                                     |                                                     |
| Data                           | Stopień, imię i nazwisko                            | Stopień, imię i nazwisko                            | Zestrzelenia                                        |
| 2 września                     | ppor. pil. Jan Dzwonek                              | ppor. pil. Jan Dzwonek                              | 1 Hs 126                                            |
| 2 września                     | pchor. pil. Edward Kramarski                        |                                                     | 1 Hs 126                                            |
| 2 września                     | ppor. pil. Tadeusz Koc                              | ppor. pil. Tadeusz Koc                              | 1/2 Bf 110                                          |
| 2 września                     | ppor. pil. Jan Dzwonek                              | ppor. pil. Jan Dzwonek                              | 1 Bf 110 – uszkodzony                               |
| 3 września                     | plut. pil. Franciszek Prętkiewicz                   | plut. pil. Franciszek Prętkiewicz                   | 1 He 45                                             |
| 3 września                     | ppor. pil. Marian Trzebiński                        | ppor. pil. Marian Trzebiński                        | 1 Do 17                                             |
| 6 września                     | plut. pil. Franciszek Prętkiewicz                   | plut. pil. Franciszek Prętkiewicz                   | ½ He 111                                            |
| 6 września                     | plut. pil. Franciszek Prętkiewicz                   | plut. pil. Franciszek Prętkiewicz                   | ⅓ He 111 – uszkodzony                               |
| 16 września                    | ppor. pil. Tadeusz Koc                              | ppor. pil. Tadeusz Koc                              | 1 R-5 (radziecki)                                   |
| 16 września                    | kpr. pil. Feliks Gmur                               | kpr. pil. Feliks Gmur                               | 1 He 111 – uszkodzony                               |

## Personel eskadry
| Stopień, imię i nazwisko          | Okres pełnienia służby |
| --------------------------------- | ---------------------- |
| por. pil. Tadeusz Jeziorowski     | 1937 – 1 XII 1938      |
| kpt. pil. Władysław Szczęśniewski | 1 XII 1938 – 1939      |
| Inni oficerowie eskadry           |                        |
| ppor. pil. Janusz Żurakowski      |                        |

| Stanowisko        | Stopień, imię i nazwisko       |
| ----------------- | ------------------------------ |
| dowódca           | kpt. Władysław Szcześniewski   |
| zastępca dowódcy  | por. Władysław Göttel          |
| oficer techniczny | ppor. Ryszard Józef Strożak    |
| piloci            | ppor. Marian Trzebiński        |
| piloci            | ppor. Robert Franciszek Janota |
| piloci            | ppor. Tadeusz Koc              |
| piloci            | ppor. Jan Szymon Dzwonek       |
| piloci            | ppor. Kazimierz Rębalski       |
| piloci            | ppor. Janusz Żurakowski        |

| Dowództwo eskadry | Dowództwo eskadry                          |
| Stanowisko | Stopień, imię i nazwisko                   |
| --- | ------------------------------------------ |
| dowódca eskadry | kpt. pil. Władysław Szczęśniewski          |
| zastępca dowódcy | por. pil. Władysław Goettel                |
| oficer techniczny | ppor. tech. rez. Kazimierz Dereń           |
| szef mechaników | st. majster wojsk. Władysław Popielewski   |
| szef administracyjny | st. sierż. Władysław Zieliński             |
| Personel techniczny i piloci |                                            |
| Personel techniczny | Piloci                                     |
| plut. Władysław Bujniak plut. Franciszek Przybylski plut. Franciszek Stawidło plut. Czesław Wilk plut. Edmund Witkowski plut. Zbigniew Zipser plut. Złotek kpr. Czesław Andrzejewski kpr. Franciszek Damski kpr. Jan Dziubek kpr. Michał Herczuk kpr. Franciszek Kmieciak kpr. Edward Kowalik kpr. Henryk Oźmina kpr. Mieczysław Pietras kpr. Czesław Rzymyszkiewicz kpr. Mieczysław Selera kpr. Henryk Stadnik kpr. Suwiński kpr. Leon Witkowski kpr. Antoni Falukiewicz st. szer. Nierski st. szer. Andrzej Żub szer. Michał Kaczorowski szer. Jan Kołodziej szer. Józef Procian szer. Jan Tyrankiewicz | ppor. pil. Jan Dzwonek                     |
| plut. Władysław Bujniak plut. Franciszek Przybylski plut. Franciszek Stawidło plut. Czesław Wilk plut. Edmund Witkowski plut. Zbigniew Zipser plut. Złotek kpr. Czesław Andrzejewski kpr. Franciszek Damski kpr. Jan Dziubek kpr. Michał Herczuk kpr. Franciszek Kmieciak kpr. Edward Kowalik kpr. Henryk Oźmina kpr. Mieczysław Pietras kpr. Czesław Rzymyszkiewicz kpr. Mieczysław Selera kpr. Henryk Stadnik kpr. Suwiński kpr. Leon Witkowski kpr. Antoni Falukiewicz st. szer. Nierski st. szer. Andrzej Żub szer. Michał Kaczorowski szer. Jan Kołodziej szer. Józef Procian szer. Jan Tyrankiewicz | ppor. pil. Tadeusz Koc                     |
| plut. Władysław Bujniak plut. Franciszek Przybylski plut. Franciszek Stawidło plut. Czesław Wilk plut. Edmund Witkowski plut. Zbigniew Zipser plut. Złotek kpr. Czesław Andrzejewski kpr. Franciszek Damski kpr. Jan Dziubek kpr. Michał Herczuk kpr. Franciszek Kmieciak kpr. Edward Kowalik kpr. Henryk Oźmina kpr. Mieczysław Pietras kpr. Czesław Rzymyszkiewicz kpr. Mieczysław Selera kpr. Henryk Stadnik kpr. Suwiński kpr. Leon Witkowski kpr. Antoni Falukiewicz st. szer. Nierski st. szer. Andrzej Żub szer. Michał Kaczorowski szer. Jan Kołodziej szer. Józef Procian szer. Jan Tyrankiewicz | ppor. pil. Kazimierz Rębalski              |
| plut. Władysław Bujniak plut. Franciszek Przybylski plut. Franciszek Stawidło plut. Czesław Wilk plut. Edmund Witkowski plut. Zbigniew Zipser plut. Złotek kpr. Czesław Andrzejewski kpr. Franciszek Damski kpr. Jan Dziubek kpr. Michał Herczuk kpr. Franciszek Kmieciak kpr. Edward Kowalik kpr. Henryk Oźmina kpr. Mieczysław Pietras kpr. Czesław Rzymyszkiewicz kpr. Mieczysław Selera kpr. Henryk Stadnik kpr. Suwiński kpr. Leon Witkowski kpr. Antoni Falukiewicz st. szer. Nierski st. szer. Andrzej Żub szer. Michał Kaczorowski szer. Jan Kołodziej szer. Józef Procian szer. Jan Tyrankiewicz | ppor. pil. Marian Trzebiński               |
| plut. Władysław Bujniak plut. Franciszek Przybylski plut. Franciszek Stawidło plut. Czesław Wilk plut. Edmund Witkowski plut. Zbigniew Zipser plut. Złotek kpr. Czesław Andrzejewski kpr. Franciszek Damski kpr. Jan Dziubek kpr. Michał Herczuk kpr. Franciszek Kmieciak kpr. Edward Kowalik kpr. Henryk Oźmina kpr. Mieczysław Pietras kpr. Czesław Rzymyszkiewicz kpr. Mieczysław Selera kpr. Henryk Stadnik kpr. Suwiński kpr. Leon Witkowski kpr. Antoni Falukiewicz st. szer. Nierski st. szer. Andrzej Żub szer. Michał Kaczorowski szer. Jan Kołodziej szer. Józef Procian szer. Jan Tyrankiewicz | pchor. pil. Wiesław Choms                  |
| plut. Władysław Bujniak plut. Franciszek Przybylski plut. Franciszek Stawidło plut. Czesław Wilk plut. Edmund Witkowski plut. Zbigniew Zipser plut. Złotek kpr. Czesław Andrzejewski kpr. Franciszek Damski kpr. Jan Dziubek kpr. Michał Herczuk kpr. Franciszek Kmieciak kpr. Edward Kowalik kpr. Henryk Oźmina kpr. Mieczysław Pietras kpr. Czesław Rzymyszkiewicz kpr. Mieczysław Selera kpr. Henryk Stadnik kpr. Suwiński kpr. Leon Witkowski kpr. Antoni Falukiewicz st. szer. Nierski st. szer. Andrzej Żub szer. Michał Kaczorowski szer. Jan Kołodziej szer. Józef Procian szer. Jan Tyrankiewicz | pchor. pil. Edward Kramarski               |
| plut. Władysław Bujniak plut. Franciszek Przybylski plut. Franciszek Stawidło plut. Czesław Wilk plut. Edmund Witkowski plut. Zbigniew Zipser plut. Złotek kpr. Czesław Andrzejewski kpr. Franciszek Damski kpr. Jan Dziubek kpr. Michał Herczuk kpr. Franciszek Kmieciak kpr. Edward Kowalik kpr. Henryk Oźmina kpr. Mieczysław Pietras kpr. Czesław Rzymyszkiewicz kpr. Mieczysław Selera kpr. Henryk Stadnik kpr. Suwiński kpr. Leon Witkowski kpr. Antoni Falukiewicz st. szer. Nierski st. szer. Andrzej Żub szer. Michał Kaczorowski szer. Jan Kołodziej szer. Józef Procian szer. Jan Tyrankiewicz | pchor. pil. Andrzej Malarowski             |
| plut. Władysław Bujniak plut. Franciszek Przybylski plut. Franciszek Stawidło plut. Czesław Wilk plut. Edmund Witkowski plut. Zbigniew Zipser plut. Złotek kpr. Czesław Andrzejewski kpr. Franciszek Damski kpr. Jan Dziubek kpr. Michał Herczuk kpr. Franciszek Kmieciak kpr. Edward Kowalik kpr. Henryk Oźmina kpr. Mieczysław Pietras kpr. Czesław Rzymyszkiewicz kpr. Mieczysław Selera kpr. Henryk Stadnik kpr. Suwiński kpr. Leon Witkowski kpr. Antoni Falukiewicz st. szer. Nierski st. szer. Andrzej Żub szer. Michał Kaczorowski szer. Jan Kołodziej szer. Józef Procian szer. Jan Tyrankiewicz | pchor. pil. Piotr Ruszel                   |
| plut. Władysław Bujniak plut. Franciszek Przybylski plut. Franciszek Stawidło plut. Czesław Wilk plut. Edmund Witkowski plut. Zbigniew Zipser plut. Złotek kpr. Czesław Andrzejewski kpr. Franciszek Damski kpr. Jan Dziubek kpr. Michał Herczuk kpr. Franciszek Kmieciak kpr. Edward Kowalik kpr. Henryk Oźmina kpr. Mieczysław Pietras kpr. Czesław Rzymyszkiewicz kpr. Mieczysław Selera kpr. Henryk Stadnik kpr. Suwiński kpr. Leon Witkowski kpr. Antoni Falukiewicz st. szer. Nierski st. szer. Andrzej Żub szer. Michał Kaczorowski szer. Jan Kołodziej szer. Józef Procian szer. Jan Tyrankiewicz | st. sierż. pil. Prymus Grygułowicz-Kuszlis |
| plut. Władysław Bujniak plut. Franciszek Przybylski plut. Franciszek Stawidło plut. Czesław Wilk plut. Edmund Witkowski plut. Zbigniew Zipser plut. Złotek kpr. Czesław Andrzejewski kpr. Franciszek Damski kpr. Jan Dziubek kpr. Michał Herczuk kpr. Franciszek Kmieciak kpr. Edward Kowalik kpr. Henryk Oźmina kpr. Mieczysław Pietras kpr. Czesław Rzymyszkiewicz kpr. Mieczysław Selera kpr. Henryk Stadnik kpr. Suwiński kpr. Leon Witkowski kpr. Antoni Falukiewicz st. szer. Nierski st. szer. Andrzej Żub szer. Michał Kaczorowski szer. Jan Kołodziej szer. Józef Procian szer. Jan Tyrankiewicz | plut. pil. Marian Domagała                 |
| plut. Władysław Bujniak plut. Franciszek Przybylski plut. Franciszek Stawidło plut. Czesław Wilk plut. Edmund Witkowski plut. Zbigniew Zipser plut. Złotek kpr. Czesław Andrzejewski kpr. Franciszek Damski kpr. Jan Dziubek kpr. Michał Herczuk kpr. Franciszek Kmieciak kpr. Edward Kowalik kpr. Henryk Oźmina kpr. Mieczysław Pietras kpr. Czesław Rzymyszkiewicz kpr. Mieczysław Selera kpr. Henryk Stadnik kpr. Suwiński kpr. Leon Witkowski kpr. Antoni Falukiewicz st. szer. Nierski st. szer. Andrzej Żub szer. Michał Kaczorowski szer. Jan Kołodziej szer. Józef Procian szer. Jan Tyrankiewicz | plut. pil. Franciszek Prętkiewicz          |
| plut. Władysław Bujniak plut. Franciszek Przybylski plut. Franciszek Stawidło plut. Czesław Wilk plut. Edmund Witkowski plut. Zbigniew Zipser plut. Złotek kpr. Czesław Andrzejewski kpr. Franciszek Damski kpr. Jan Dziubek kpr. Michał Herczuk kpr. Franciszek Kmieciak kpr. Edward Kowalik kpr. Henryk Oźmina kpr. Mieczysław Pietras kpr. Czesław Rzymyszkiewicz kpr. Mieczysław Selera kpr. Henryk Stadnik kpr. Suwiński kpr. Leon Witkowski kpr. Antoni Falukiewicz st. szer. Nierski st. szer. Andrzej Żub szer. Michał Kaczorowski szer. Jan Kołodziej szer. Józef Procian szer. Jan Tyrankiewicz | kpr. pil. Feliks Gmur                      |
| plut. Władysław Bujniak plut. Franciszek Przybylski plut. Franciszek Stawidło plut. Czesław Wilk plut. Edmund Witkowski plut. Zbigniew Zipser plut. Złotek kpr. Czesław Andrzejewski kpr. Franciszek Damski kpr. Jan Dziubek kpr. Michał Herczuk kpr. Franciszek Kmieciak kpr. Edward Kowalik kpr. Henryk Oźmina kpr. Mieczysław Pietras kpr. Czesław Rzymyszkiewicz kpr. Mieczysław Selera kpr. Henryk Stadnik kpr. Suwiński kpr. Leon Witkowski kpr. Antoni Falukiewicz st. szer. Nierski st. szer. Andrzej Żub szer. Michał Kaczorowski szer. Jan Kołodziej szer. Józef Procian szer. Jan Tyrankiewicz | kpr. pil. Antoni Seredyn                   |
| plut. Władysław Bujniak plut. Franciszek Przybylski plut. Franciszek Stawidło plut. Czesław Wilk plut. Edmund Witkowski plut. Zbigniew Zipser plut. Złotek kpr. Czesław Andrzejewski kpr. Franciszek Damski kpr. Jan Dziubek kpr. Michał Herczuk kpr. Franciszek Kmieciak kpr. Edward Kowalik kpr. Henryk Oźmina kpr. Mieczysław Pietras kpr. Czesław Rzymyszkiewicz kpr. Mieczysław Selera kpr. Henryk Stadnik kpr. Suwiński kpr. Leon Witkowski kpr. Antoni Falukiewicz st. szer. Nierski st. szer. Andrzej Żub szer. Michał Kaczorowski szer. Jan Kołodziej szer. Józef Procian szer. Jan Tyrankiewicz | st. szer. pil. Karol Sumara                |
| plut. Władysław Bujniak plut. Franciszek Przybylski plut. Franciszek Stawidło plut. Czesław Wilk plut. Edmund Witkowski plut. Zbigniew Zipser plut. Złotek kpr. Czesław Andrzejewski kpr. Franciszek Damski kpr. Jan Dziubek kpr. Michał Herczuk kpr. Franciszek Kmieciak kpr. Edward Kowalik kpr. Henryk Oźmina kpr. Mieczysław Pietras kpr. Czesław Rzymyszkiewicz kpr. Mieczysław Selera kpr. Henryk Stadnik kpr. Suwiński kpr. Leon Witkowski kpr. Antoni Falukiewicz st. szer. Nierski st. szer. Andrzej Żub szer. Michał Kaczorowski szer. Jan Kołodziej szer. Józef Procian szer. Jan Tyrankiewicz | st. szer. pil. Stanisław Węgliński         |

## Samoloty eskadry
We wrześniu 1939 na uzbrojeniu eskadry znajdowało się osiem samolotów PZL P.11c i dwa PZL P.11a.

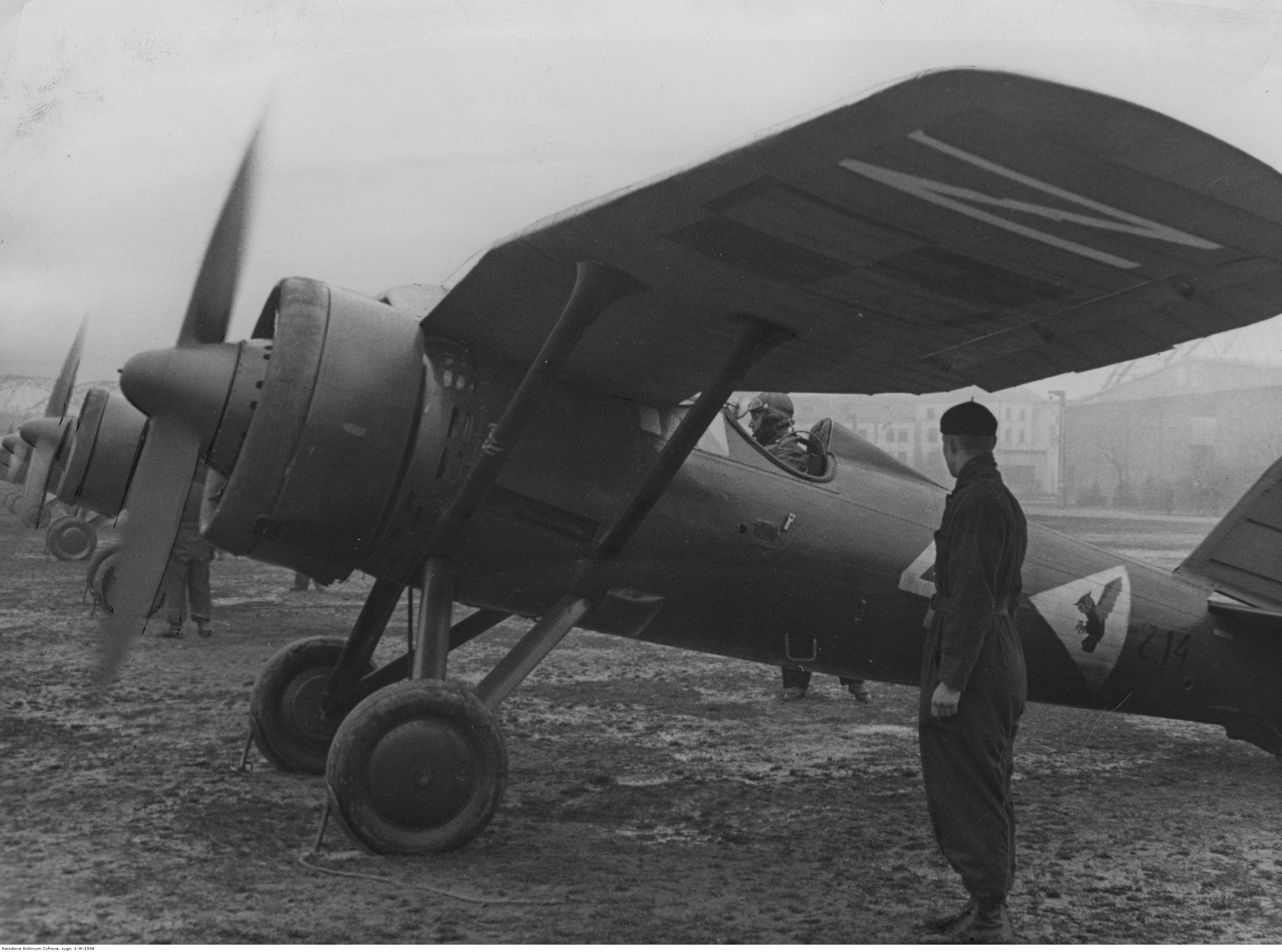
PZL P.11a
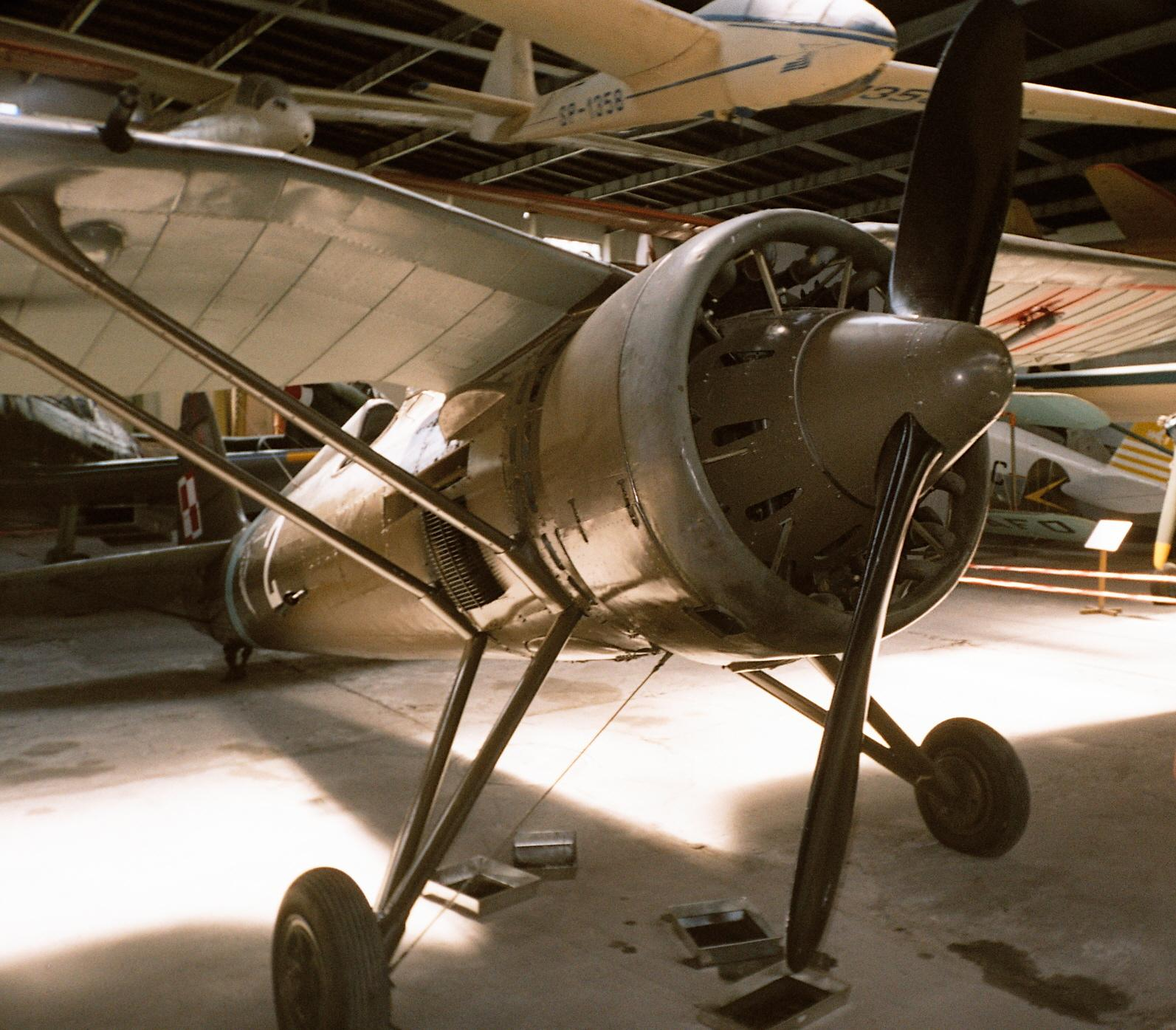
PZL P.11c (1936–1939)

## Wypadki lotnicze
W okresie funkcjonowania eskadry miały miejsce następujące wypadki lotnicze zakończone obrażeniami lub śmiercią pilota:
- 4 czerwca 1938 w trakcie szkolenia pilotów w starcie na alarm kluczem, będąc na wznoszeniu kpr. pil. Stefan Antkowiak nagle wyłamał się z szyku na wysokości 80-100 metrów i odchodząc w prawo runął na ziemię. Samolot zapalił się, a akcję ratowniczą utrudniał braku sprzętu gaśniczego oraz wybuch amunicji. Po ugaszeniu pożar, pilot już nie żył.
- 31 sierpnia 1939 podczas lądowania na skutek ciemności ppor. pil. Kazimierz Rębalski rozbił samolot PZL P.11.